# Liste der Kulturgüter in Saillon
Die Liste der Kulturgüter in Saillon enthält alle Objekte in der Gemeinde Saillon im Kanton Wallis, die gemäss der Haager Konvention zum Schutz von Kulturgut bei bewaffneten Konflikten, dem Bundesgesetz vom 20. Juni 2014 über den Schutz der Kulturgüter bei bewaffneten Konflikten sowie der Verordnung vom 29. Oktober 2014 über den Schutz der Kulturgüter bei bewaffneten Konflikten unter Schutz stehen.
Objekte der Kategorien A und B sind vollständig in der Liste enthalten, Objekte der Kategorie C fehlen zurzeit (Stand: 1. Januar 2023).

## Kulturgüter
| Foto |                                                                         | Objekt | Kat. | Typ | Standort                                | Beschreibung |
| ---- | ----------------------------------------------------------------------- | --- | ---- | --- | --------------------------------------- | ------------ |
| ja   | Datei hochladen · Wikidata zu Bayard-Turm (Q29573897)                   | Bayard-Turm, mittelalterliche Burgruine / Tour Bayard, ruines du château médiéval KGS-Nr.: 06975 | A    | G   | 580227 / 113258                         |              |
| ja   | Datei hochladen · Wikidata zu Festungsanlagen Saillon (Q29573895)       | Festungsanlagen (Umfassungsmauer mit fünf Türmen, Porte du Scex, Porte de Fully, Porte de Leytron) / Fortifications (Enceinte avec cinq tourelles, Porte du Scex, Porte de Fully, Porte de Leytron) KGS-Nr.: 10448 | A    | G   | 580394 / 113342                         |              |
| BW   | Datei hochladen · Wikidata zu Wohnhaus (Q29892448)                      | Wohnhaus / Maison d’habitation KGS-Nr.: 10578 | B    | G   | Route de la Salentze 45 581099 / 114190 |              |
| ja   | Datei hochladen · Wikidata zu Haus Morand-Pasteur (Q125412061)          | Haus Morand-Pasteur / Maison Morand-Pasteur KGS-Nr.: 17349 | B    | G   | Route de la Salentze 41 581123 / 114176 |              |
| BW   | Datei hochladen · Wikidata zu Pfarrkirche Sainte-Catherine (Q131378132) | Pfarrkirche Sainte-Catherine / Église paroissiale Sainte-Catherine KGS-Nr.: 17350 | B    | G   | Esplanade de l’Église 1 580380 / 113360 |              |